# Зубов, Валериан Николаевич
Граф Валерья́н Никола́евич Зу́бов (11 (23) сентября 1804, Санкт-Петербург, Российская империя — 18 [30] ноября 1857, Москва, Российская империя) — русский помещик, конезаводчик и придворный (камер-юнкер, 1823) из рода Зубовых. Внук генералиссимуса А. В. Суворова.

## Биография
Младший сын графа Николая Александровича Зубова и его жены Натальи Александровны Суворовой. Родился в Петербурге, крещен 17 сентября 1804 года в церкви Спаса Нерукотворного Образа, что при Главном Императорском конюшенном дворе при восприемстве дяди графа Д. А. Зубова и А. П. Жеребцовой. Имя свое получил в честь дяди графа Валериана Зубова.
Рано потеряв отца, был воспитан матерью. В 1810 году по протекции был зачислен в Пажеский корпус, в котором обучался с 1817 года. Избрав карьеру государственного чиновника, в 1823 году был определён с младшим гражданским чином к статским делам и совершил зарубежную командировку во Францию от военного ведомства. Позже служил переводчиком в Московском архиве Коллеги иностранных дел и вышел в отставку в чине надворного советника. Зимой жил в Москве или Петербурге, лето же обычно проводил в своем наследственном имении Фетинино, где следил за образцовым своим хозяйством.
Будучи большим любителем лошадей, занимался коневодством и часто следил на ипподромах за их выездкой. Рачительный хозяин, Зубов активно приобретал имения во Владимирской губернии у разных владельцев и оставил после себя сестрам большое наследство. Скончался от разрыва сердца в ноябре 1857 года и был похоронен в Зубовской церкви — семейной усыпальнице графов Зубовых в Сергиевой Приморской пустыни в Петербурге.

## Брак

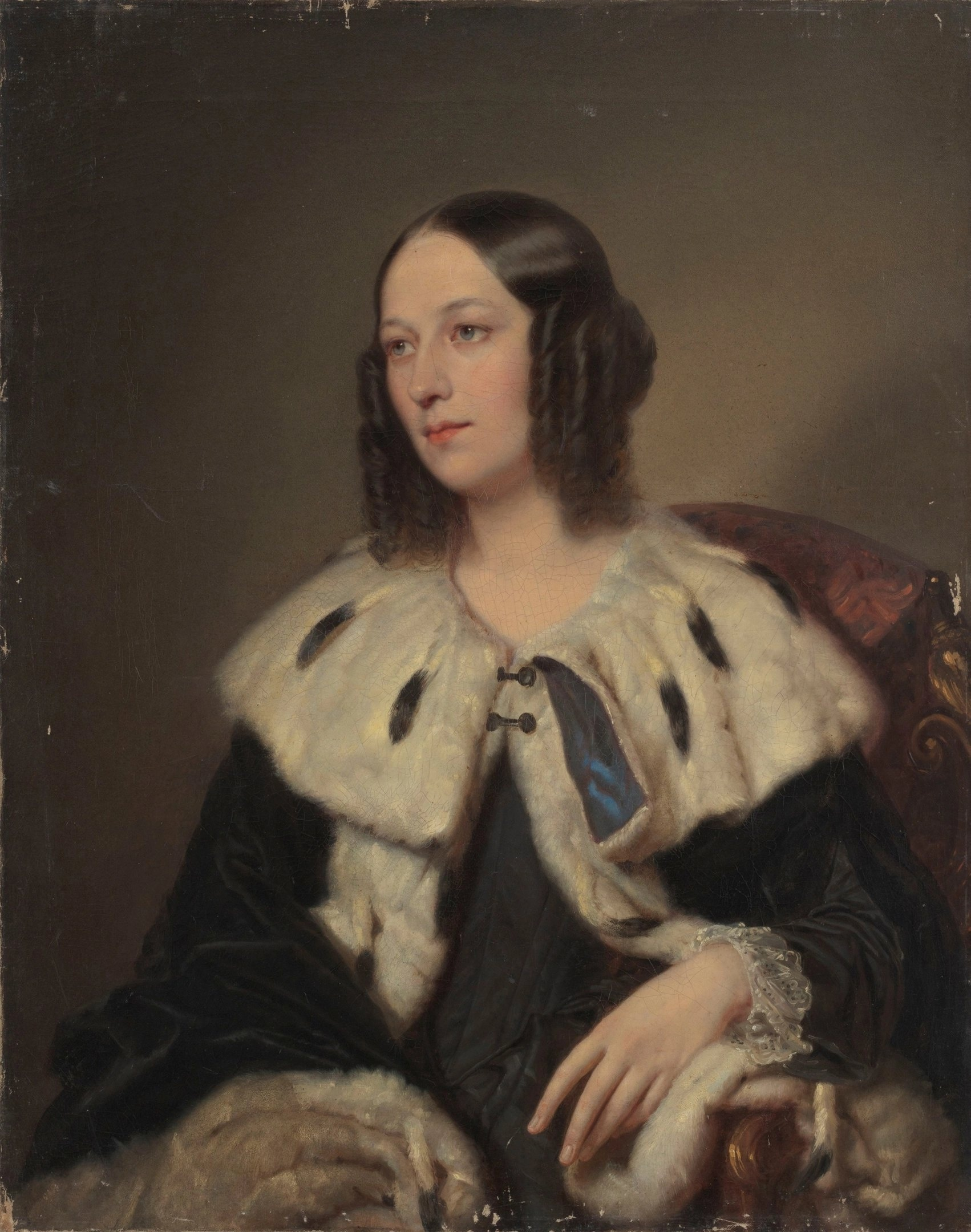
Графиня Екатерина Зубова

Жена (с 5 июня 1831 года) — княжна Екатерина Александровна Оболенская (1811—1843), фрейлина двора (1827), дочь сенатора князя Александра Петровича Оболенского и внучка поэта Юрия Александровича Нелединского-Мелецкого. После смерти матери жила в доме тетки С. Ю. Самариной. По отзыву современников, была красавицей и во всех отношениях, необыкновенно милой женщиной, благодаря чему, занимала видное место в обществе и была украшением всех московских балов. Знакомая Михаила Юрьевича Лермонтова, Петра Андреевича Вяземского и Александра Ивановича Тургенева. Состояла попечительницею Титовской школы московского Благотворительного общества с самого её основания в 1837 году.
«Бриллиантовый брак» Зубовых не был счастливым и не оставил потомства. М. А. Лопухина в феврале 1843 года сообщала, что «графиня Зубова оставила свет и совсем не бывает в обществе. Она очень плоха с мужем, я даже готова узнать, что они расстались. Мсье развлекается на стороне, а у нее я предполагаю решительный интерес к графу Апраксину, ничего дурного, просто склонность, вот и все». Графиня скончалась совсем молодой в августе 1843 года после кратковременной болезни в имении отца своего под Калугой. По семейному приданию её смерть наступила в результате сильного потрясения во время беременности. Якобы сестра мужа — Ольга Николаевна Талызина — сознательно испугала графиню ложным известием о смерти любимого ею человека, рассчитывая таким образом оставить брата бездетным и получить после него наследство. Похоронена на кладбище Калужского Свято-Лаврентьева монастыря в усыпальнице князей Оболенских (некрополь не сохранился).